# Île Epsilon
Epsilon est une île des Bermudes. 